# (2038) Bistro
(2038) Bistro es un asteroide perteneciente al cinturón de asteroides que orbita entre Marte y Júpiter. Su nombre es una palabra en idioma francés que significa pequeño restaurante.
Fue descubierto el 24 de noviembre de 1973 por Paul Wild desde el Observatorio de Berna-Zimmerwald, en Berna, Suiza.